# 閃耀 (這些年樂團歌曲)
《閃耀》是英國電子樂團這些年樂團的一首歌曲，收錄於他們的首張錄音室專輯《音樂共享》中。歌曲於2015年5月11日在安妮·麥克的節目《世界最熱門唱片》首播，其曲风为流行電音和另类节奏蓝调，歌词描述了“坠入爱河時势不可挡且不穩定的感觉”。歌曲是主唱奧利·亞歷山大写给其男友的。
歌曲发行后获得了乐评的好评，并在英国取得了较大的商业成功，其在英国单曲榜取得了亚军。歌曲的音乐录影带有两个版本。通常版录影带中，樂團在一個充滿超自然現象的房子裏來回走動。而交互式录像带在英國第四台播放广告期间播出，观众可以通过Twitter上票選出播放“光”、“暗”和“影”的哪一种版本，创下先河。

## 背景
《閃耀》於2015年5月11日在安妮·麥克的節目《世界最熱門唱片》首播。主唱奧利·亞歷山大解釋稱歌曲將光比喻為“坠入爱河時势不可挡且不穩定的感觉”。歌曲是寫給亞歷山大时任男友的。亞歷山大表示“我知道他應該會說自己喜歡的，但他真的是否喜歡它（這首歌）對我來說真的很重要。而他真的喜歡這首歌，我也就釋懷了。”

## 音乐录像带
歌曲的音樂錄影帶於2015年6月21日發佈。在錄影帶中，樂團在一個充滿超自然現象的房子裏來回走動。乐团以电影《E.T.外星人》、《吵闹鬼》和《第三類接觸》为灵感构想了這部录像带。此外，歌曲的交互式录像带于歌曲发行后发布，《Spin》称这部影片为“选择个人的冒险”。在录像带中，观众可以选择“光”、“暗”和“影”三种版本。2015年7月10日，英國第四台播出了歌曲的交互式錄影帶。在電視節目《8 Out of 10 Cats》中途播放廣告時，觀眾可以在每30秒中在Twitter上票選出後30秒播放的錄影帶版本。宝丽多唱片的傑克·梅胡什表示：“讓粉絲和觀眾有機會去控制和執導廣告是前所未有的，這完全符合樂團善待粉絲的精神，始終走在前沿。”Promonews報導稱，活動期間有將近14,000條推文發佈。

## 樂評
《閃耀》獲得了樂評的好評。PopJustice.com將歌曲評為9/10分，認為歌曲與嗆女生合唱團的歌曲《Call the Shots》相似，並稱如果歌曲“稍微加快點節奏”，就可以給10/10分。Sugarscape也對歌曲持正面評價，認為歌曲遠離了樂團之前單曲“炫酷的、80年代色彩的”風格，而選擇了一種“憂鬱與甚至更加富有情感”的聲音但在製作中仍然保有“大型的副歌和古怪的元素”，“從其它流行歌曲中脫穎而出”。

## 流行文化
樂團在《Sunday Brunch》和《TFI星期五》二十周年版表演了《閃耀》。愛爾蘭電視台RTÉ One在揭開2016年愛爾蘭大選結果時也使用了本歌曲。
2016年電子遊戲《极限竞速 地平线3》使用了本歌曲在遊戲內部電台Horizon Pulse中播放。

## 曲目列表
| 數位下載 | 數位下載 | 數位下載 |
| 曲序     | 曲目     | 时长     |
| -------- | -------- | -------- |
| 1.       | Shine    | 4:14     |

| 數位下載 – 混音 | 數位下載 – 混音               | 數位下載 – 混音 |
| 曲序            | 曲目                          | 时长            |
| --------------- | ----------------------------- | --------------- |
| 1.              | Shine（Sanna & Pitron Remix） | 7:05            |
| 2.              | Shine（Joe Goddard Remix）    | 5:21            |
| 3.              | Shine（Toyboy & Robin Remix） | 5:02            |
| 4.              | Shine（Danny L Harle Remix）  | 3:30            |

## 榜單成績與銷售認證
| 榜單（2015年）                               | 最高 排位 |
| -------------------------------------------- | --------- |
| 澳大利亚（澳大利亚唱片业协会單曲榜）         | 15        |
| 奥地利（Ö3四十强单曲榜）                     | 35        |
| 比利时佛兰德（Ultratop五十强单曲榜）         | 18        |
| 比利时瓦隆（Ultratip榜外單曲榜）             | 4         |
| 歐洲（《告示牌》Euro Digital Song Sales）    | 2         |
| 法国（法國唱片出版業公會單曲榜）             | 163       |
| 愛爾蘭（愛爾蘭唱片音樂協會单曲榜）           | 9         |
| 荷兰（百强单曲榜）                           | 77        |
| 波蘭（波蘭百大電台榜）                       | 20        |
| 蘇格蘭（官方榜单公司單曲榜）                 | 1         |
| 斯洛伐克（電台百強單曲榜）                   | 41        |
| 西班牙（西班牙音樂製作協會）                 | 35        |
| 瑞典（瑞典最熱榜）                           | 81        |
| 瑞士（瑞士热门音乐榜）                       | 41        |
| 英國（官方榜单公司單曲榜）                   | 2         |
| 美國（《告示牌》Hot Dance/Electronic Songs） | 45        |

| 榜單（2015年）                         | 排位 |
| -------------------------------------- | ---- |
| 比利時法蘭德斯（Ultratop五十強單曲榜） | 85   |
| 英國（官方榜單公司單曲榜）             | 37   |

| 地區                                                       | 认证 | 认证单位/销量 |
| ---------------------------------------------------------- | ---- | ------------- |
| 澳大利亚（澳大利亚唱片业协会）                             | 金   | 35,000^       |
| 波兰（波蘭音像製造商協會）                                 | 白金 | 20,000‡       |
| 丹麦（國際唱片業協會丹麥分會）                             | 金   | 30,000^       |
| 英国（英国唱片业协会）                                     | 白金 | 600,000‡      |
| *僅含認證的實際銷量 ^僅含認證的出貨量 ‡僅含認證的+實際銷量 |      |               |